# Borrowed Time
《Borrowed Time》은 영국의 헤비 메탈 밴드 다이아몬드 헤드의 두 번째 스튜디오 음반이다. 1981년에 녹음되어 1982년에 발매되어 영국 음반 차트에서 24위에 올랐다.
2008년 인터뷰에서 기타리스트 브라이언 태틀러는 이 시기가 다이아몬드 헤드와 함께한 가장 좋아하는 시기이며 밴드는 "6년간의 구축 후에 어딘가에 도달하고 있는 것 같다"고 말했다.

## 배경
이 음반은 1981년 MCA 레코드와 계약한 후 발매된 밴드의 첫 번째 메이저 레이블이었다. 이 음반은 메이저 레이블로 데뷔한 첫 음반이었기 때문에, 이 음반은 훨씬 깨끗하고 더 잘 제작되었다. 하지만, 어떤 사람들은 MCA가 다이아몬드 헤드의 잘못된 라벨이었다고 말하는데, 이것은 그들의 몰락에 기여한 것 중 하나이다. 일부는 또한 〈Am I Evil?〉과 〈Lightning to the Nations〉가 밴드의 데뷔 음반인 《Lightning to the Nations》에 이미 수록했기 때문에 이 음반에 포함될 필요성에 대해 의문을 제기했다. 비록 그 이유는 그들의 첫 음반이 《Borrowed Time》이 그들의 첫 번째 공식 음반이라는 생각으로 데모를 의미했을 뿐이기 때문이다. 그러나, 전자가 현재까지 그들의 가장 주목할 만한 작품이 되면서, 상황은 그렇게 잘 풀리지 않았다.

## 음악 스타일
이 음반은 밴드가 전면적인 헤비 리프에서 벗어나 팬들에게 좋은 평가를 받은 〈In the Heat of the Night〉와 〈Don't You Ever Leave Me〉와 같은 부드럽고 진보적인 곡들로 이동하는 것을 보았고, 전자는 현재까지 라이브 세트 목록에서 정규로 남아 있다.

## 반응
| 전문가 평가                      | 전문가 평가 |
| 평가 점수                        | 평가 점수   |
| 출처                             | 점수        |
| -------------------------------- | ----------- |
| AllMusic                         | [ 4 ]       |
| Collector's Guide to Heavy Metal | 10/10       |

이 음반은 영국 음반 차트에서 24위에 올랐고, 이 밴드의 차트에 오른 첫 번째이자 유일한 음반이 되었다. 밴드는 런던의 해머스미스 아폴로와 같은 대형 공연장을 공연하며 영국의 본격적인 아레나 투어를 계속했다.
그들의 음악에 대한 밴드의 상업적인 접근이 비평가들에게 실망으로 판명되었기 때문에 이 음반은 이전의 기대에 부응하지 못했다.

## 곡 목록
모든 곡들은 숀 해리스와 브라이언 태틀러에 의해 작사/작곡하였다.
| #  | 제목                         | 재생 시간 |
| -- | ---------------------------- | --------- |
| 1. | 〈In the Heat of the Night〉 | 4:57      |
| 2. | 〈To Heaven from Hell〉      | 6:14      |
| 3. | 〈Call Me〉                  | 3:54      |
| 4. | 〈Lightning to the Nations〉 | 4:09      |

| #  | 제목                        | 재생 시간 |
| -- | --------------------------- | --------- |
| 5. | 〈Borrowed Time〉           | 7:39      |
| 6. | 〈Don't You Ever Leave Me〉 | 7:56      |
| 7. | 〈Am I Evil?〉              | 4:53      |